# 伊茲維爾 (馬里蘭州)
伊茲維爾（英語：Edesville）是位於美國馬里蘭州肯特縣的一個普查規定居民點。

## 人口
根據2020年美國人口普查的數據，伊茲維爾的面積為0.74平方千米，當中陸地面積為0.71平方千米，而水域面積為0.02平方千米。當地共有人口169人，而人口密度為每平方千米228.38人。